# Lycaste powellii
Lycaste powellii là một loài terrestrial lan đặc hữu to Panama.

## Hình ảnh

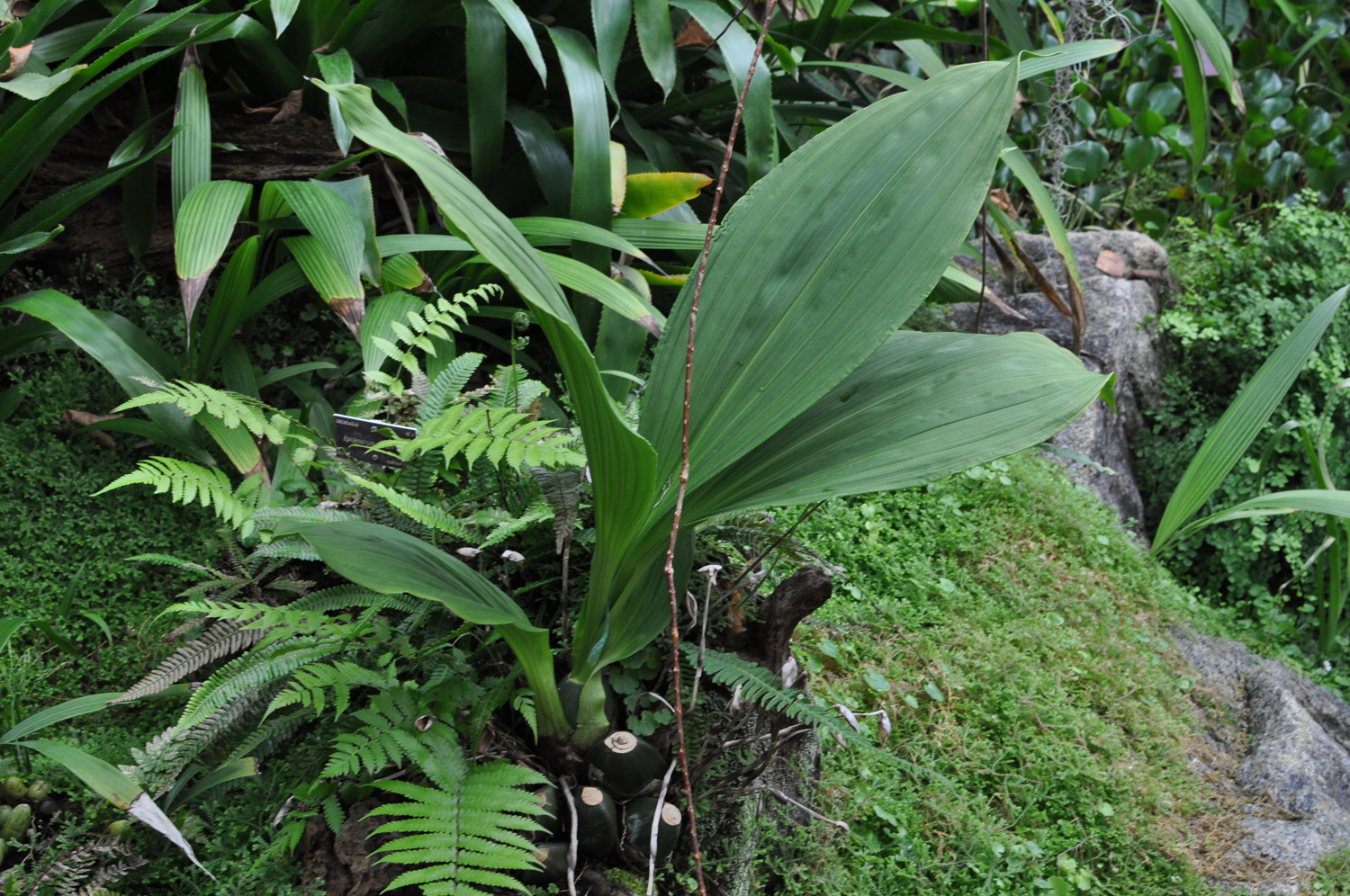